# Gelsimus de Toul
Saint Gelsimus ou Saint Celsin est le quatrième évêque de Toul.
On ne connaît de cet évêque que son nom qui est cité dans le manuscrit d'Adson et dans les épitaphes des évêques de Toul. Il est cité vers 445. Il succède à Saint Alchas et  a eu pour successeur Saint Auspice.